# PTBP2
PTBP2‏ (Polypyrimidine tract binding protein 2) هوَ بروتين يُشَفر بواسطة جين PTBP2 في الإنسان.